# Icthyophaga sanfordi
L'aquila pescatrice di Sanford (Icthyophaga sanfordi (Mayr, 1935)) è un uccello rapace diurno appartenente alla famiglia Accipitridae, diffuso nella parte settentrionale dell'Australasia.

## Descrizione
È un'aquila di media taglia dal peso leggero, da adulta mostra un piumaggio bruno, rossastro e color crema pallido; possiede un becco robusto, un collo allungato e zampe nude relativamente corte.

Quando si posa sui rami degli alberi assume una postura eretta che tende ad incurvarsi una volta a terra.

I sessi sono simili per dimensioni, anche se a volte la femmina può essere più grande (anche fino all'11%) e più pesante.

I giovani della specie, come spesso accade con altre aquile pescatrici, cambiano vari piumaggi passando lentamente dall'uno all'altro, fino a sviluppare la livrea definitiva non prima del quinto o sesto anno di vita.